# Peter van Pels
Peter Aron van Pels (8 de novembro de 1926 – 10 de maio de 1945) conhecido também pelo pseudônimo de Peter van Daan no Diário de Anne Frank (1947), foi um adolescente alemão de origem judaica, vítima do Holocausto. Ele foi um dos oito judeus refugiados no Anexo Secreto, onde desenvolveu uma amizade próxima e um posterior romance com Anne Frank, antes de serem capturados e enviados a campos de concentração. 

## Biografia
Peter nasceu em Osnabrück, como único filho de Hermann e Auguste  van Pels-Röttgen. Sua família era judia e seu avô paterno, Aron David Van Pels, tinha originalmente nacionalidade holandesa. Hermann era um representante de vendas no negócio de Aron, e trabalhava como um atacadista de suprimentos de açougue. 
Durante sua infância, Peter estudou na escola judaica Israelitische Elementarschule, onde o hebraico moderno era ensinado, localizada ao lado da sinagoga de Osnabrück. Peter frequentemente jogava futebol com seus colegas no campo abandonado atrás da escola e da sinagoga. Um colega de Peter relata que ele era bom no esporte.  Nesta mesma época, muitas famílias judias estavam deixando a Alemanha, devido a ascensão do antissemitismo que viria a boicotar muitos empreendimentos judeus. O negócio da família van Pels não conseguiu lidar com a pressão exercida pelo regime nazista e foi liquidado à força na primavera de 1937. Naquele verão, Peter emigrou com seus pais para Amsterdã.  Quase toda a sua família, tanto do lado materno quanto paterno, deixou a Alemanha para Amsterdã. Peter tinha dez anos na época.  A área de Amsterdã onde Peter passou a viver era o lar de muitos emigrantes judeus alemães, não muito longe de Merwedeplein, onde Anne Frank morava. 
Em 1939 Hermann van Pels faria uma tentativa de emigrar para a América com sua família, mas sem sucesso.  No mesmo ano, ele seria contratado como especialista em ervas e especiarias na Pectacon, uma empresa de propriedade de Otto Frank, pai de Anne Frank.    Em maio de 1940, a Holanda seria ocupada pela Alemanha. As subsequentes leis antijudaicas significaram que Peter teve que deixar precocemente a escola.  Em 1942, já com quinze anos, Peter foi contratado como aprendiz em uma empresa de estofamento de móveis judaica. Na única e famosa fotografia conhecida de Peter em Amsterdã, ele está usando um macacão com uma estrela judaica e trabalhando nas molas de uma cadeira.   
Com o crescente aumento do número de convocações para trabalho forçado na Alemanha nazista a partir do verão de 1942, a família Van Pels sentiu que era hora de entrar na clandestinidade. Com a ajuda e autorização de Otto Frank, Peter e seus pais se escondem no Anexo Secreto em 13 de julho de 1942, uma semana depois da família Frank. Peter levaria sua gata Mousch ao esconderijo. Ele era o único das oito pessoas escondidas a ter seu próprio quarto. Uma escada no meio de seu quarto levava ao sótão. Em sua vida no Anexo, Peter passava boa parte de seu tempo fazendo carpintaria, cortando lenha para o fogão, fazendo rondas no armazém e estudando inglês, economia, aritmética e geografia. 
Inicialmente, Peter e Anne Frank não eram próximos, e a jovem escritora do diário não havia se simpatizado com o rapaz, que ao contrário dela, era quieto e retraído. Após um ano e meio em que estavam escondidos, em janeiro de 1944, uma íntima amizade floresceu entre eles. Peter e Anne  passaram a se encontrar no sótão com cada vez mais frequência, até trocarem seu primeiro beijo em abril de 1944 no quarto de Peter, conforme Anne registrou em seu diario. Mas a empolgação de Anne foi diminuindo à medida que ela observava coisas nele que a decepcionavam, como sua natureza fechada e acomodada e seu desprezo pelas religiões, que a levaram a achar que ele não poderia se tornar o companheiro que ela esperava, pensamentos que ela também partilharia em seu diário. Isso levou Anne a se afastar um pouco, embora Peter não. 
Na manhã de 4 de agosto de 1944, Peter estava aprendendo inglês com Otto Frank quando policiais holandeses da SS, liderados por Karl Josef Silberbauer, invadiram o esconderijo. Após a prisão, Peter e os outros ocupantes do Anexo foram enviados para o campo de trânsito de Westerbork. Um mês depois, em 3 de setembro, Peter e seus pais, assim como a família Frank, foram colocados em transporte para Auschwitz-Birkenau, no ultimo trem que partiu da Holanda para Auschiwitz. Na plataforma de chegada, Peter viria Anne e sua mãe pela última vez. 
Em Auschiwitz I, Peter foi designado para trabalhar na sala de correios, o que o permitia passar pela cozinha e obter comida extra. Peter partilhava essa comida com seu pai e Otto Frank. De acordo com Otto Frank, Peter se tornaria uma fonte de apoio e ajuda fundamental para ele durante seu período em Auschiwtz, visto que tanto Otto quanto Hermann haviam sido selecionados para um trabalho mais pesado e desprivilegiado comparado ao de Peter.  No inicio de outubro, seu pai machucaria o pé durante este trabalho, e em uma seleção de prisioneiros, Peter e Otto testemunhariam seu pai ser selecionado pelos nazistas para a câmaras de gás. 
Em janeiro de 1945, quando o Exército Vermelho começou a se aproximar do campo de Auschwitz, todos os prisioneiros que ainda conseguiam andar tiveram que ir com os nazistas para a Marcha da Morte. Otto Frank estava na enfermaria, enfraquecido demais para acompanhá-los. Segundo Otto, ele aconselhou Peter a se esconder na enfermaria, mas Peter não quis, pois estava razoavelmente em forma e acreditava que tinha uma boa chance de sobreviver. Otto seria libertado pelo Exército Vermelho apenas dez dias depois, em 27 de janeiro. 
Neste mesmo tempo, após um duro trajeto da Polonia ate a Austria, Peter chegaria ao campo de concentração de Mauthausen. De acordo com os registros do campo, em 29 de janeiro Peter foi designado para trabalho escravo nas minas do sub-campo Melk, no "Projeto Quarz" na construção de uma fábrica subterrânea.  Devido as duras condições de trabalho, em menos de três meses Peter adoeceu gravemente. Com a derrota iminente dos nazistas já próxima, Melk é evacuado em 11 de abril de 1945 e Peter é enviado de volta ao campo principal de Mauthausen, na enfermaria, local que  ficou conhecido como o "campo russo", onde prisioneiros sem mais condições de trabalho, enfraquecidos ou doentes eram deixados sem cuidados, com quase nenhuma roupa ou comida; na verdade, um lugar para morrer.   Mauthausen seria libertado por soldados  Aliados   em 5 de maio de 1945. Cinco dias depois da libertação, Peter não resiste e morre, possivelmente devido à desnutrição e doença, aos 18 anos. Seu óbito foi registrado pela equipe da enfermaria em 10 de maio de 1945. 
Setenta anos após a libertação de Mauthauden, em maio de 2013 foi inaugurado junto a um museu o memorial A Sala os Nomes, sendo ali registrados cerca de 81 mil prisioneiros identificados que pereceram no campo. O nome de Peter van Pels pode ser encontrado neste memorial junto aos demais. 